# Initiative populaire « pour le droit au logement et le développement de la protection de la famille »
L'initiative populaire « pour le droit au logement et le développement de la protection de la famille » est une initiative populaire suisse, rejetée par le peuple le 27 septembre 1970.

## Contenu
L'initiative demande l'ajout d'un article 34sexies à la Constitution fédérale reconnaissant explicitement le droit au logement et obligeant la Confédération à prendre les mesures nécessaires dans le but d'assurer aux citoyens « un logement répondant à leurs besoins et dont le loyer ou le coût n'excède pas leur capacité financière ».
Le texte complet de l'initiative peut être consulté sur le site de la Chancellerie fédérale.

## Déroulement

### Contexte historique
Au 1er janvier 1953, lorsque le contrôle des prix mis en place lors de la Seconde Guerre mondiale a été aboli, quelques pans de l'économie de la Suisse sont restés sous le régime des dispositions d'exception, dont le domaine des loyers grâce à un additif constitutionnel du 26 septembre 1952 qui précise que ces mesures d'exception doivent être progressivement abandonnées d'ici au 31 décembre 1956 au plus tard. Le 16 décembre 1954, une initiative populaire « concernant la protection des locataires et des consommateurs » propose d'étendre cette mesure jusqu'en 1960 ; elle est acceptée par le peuple, mais refusée par la majorité des cantons.
Malgré ce refus, plusieurs additifs constitutionnels sont adoptés dans les années suivantes (22 décembre 1955, 24 mars 1960 et 9 octobre 1964) pour prolonger ce régime spécial en l'adoucissant progressivement et tout en conservant comme objectif finale « l'incorporation du secteur du logement à l'économie de marché ». Le dernier additif du 20 mars 1964 donne comme date butoir pour remplacer le contrôle des loyers par une simple surveillance la fin de l'année 1966 pour les villes de Zurich, Berne, Bâle, Lausanne et Genève et le 1er janvier 1965 pour les autres communes ; enfin, cet additif prévoit la suppression de toutes les prescriptions en matière de loyers pour la fin de l'année 1969. C'est en vue de cette date de fin qu'est lancée l'initiative est lancée, afin de conserver une mainmise de la Confédération sur le domaine des loyers et de la construction.

### Récolte des signatures et dépôt de l'initiative
La récolte des 50 000 signatures nécessaires a débuté en janvier 1967, la date exacte n'a pas été conservée. Le 10 octobre de la même année, l'initiative a été déposée à la chancellerie fédérale qui l'a déclarée valide le 21 novembre.

### Discussions et recommandations des autorités
Le parlement et le Conseil fédéral recommandent tous deux le rejet de cette initiative. Dans son message adressé à l'assemblée, le Conseil fédéral relève que la mise en place des objectifs demandés par cette initiative reviendrait à instituer dans ce domaine « un régime étatique d'économie dirigée » en restreignant à la fois l'autonomie des cantons et des communes et la liberté d'entreprise. Selon le gouvernement, l'État ne peut et ne doit devenir « un arbitre statuant sur les besoins des citoyens dans le domaine du logement », raison pour laquelle il recommande le rejet de l'initiative.

### Votation
Soumise à la votation le 27 septembre 1970, l'initiative est refusée par 12 4/2 cantons et 51,1 % des suffrages exprimés. Le tableau ci-dessous détaille les résultats par cantons :

## Effet
Trois ans après le refus de cette proposition, une nouvelle initiative intitulée « pour une protection efficace des locataires » est lancée pour ré-instaurer le contrôle complet des loyers par la Confédération et pour étendre la protection des locataires contre les résiliations de baux. Cette initiative, tout comme le contre-projet présenté par le gouvernement, est refusée en votation populaire le 25 septembre 1977.